# Guido Natoli
Guido Natoli (* 2. Februar 1893 in Gioiosa Marea; † 23. Oktober 1966 in Messina) war ein italienischer Politiker der Nationalen Faschistischen Partei, Landwirtschaftsfunktionär in der Provinz Messina und Gutsbesitzer.

## Leben
Natoli war der Sohn von Giuseppe Natoli und der Baroness Francesca Costanzo di Mirto. Im Ersten Weltkrieg war er von 1915 bis 1918 Hauptmann im Reggimento “Lancieri di Aosta” (6º). In den 1920er Jahren war er Präsident der Union der Landwirte in Messina. Er war dort Baron und Gutsbesitzer.
1929 wurde Natoli für die Nationale Faschistische Partei Abgeordneter in der Camera dei deputati des italienischen Parlaments. Diese Funktion übte er bis 1943 aus. Er bemühte sich in dieser Zeit um die Schaffung von Konsortien von Bauern, auch durch eine Gesetzesinitiative.
Natoli hatte eine höhere Funktion in der Bank von Sizilien inne. 1939 bis 1943 war er nationaler Direktor der Camera dei Fasci e delle Corporazioni.

## Auszeichnung
Natoli erhielt eine Bronze-Medaille für militärische Tapferkeit im Ersten Weltkrieg.